# Artabotrys velutinus
Artabotrys velutinus là loài thực vật có hoa thuộc họ Na. Loài này được Scott-Elliot mô tả khoa học đầu tiên năm 1894.